# 爱因斯坦场方程

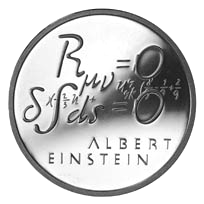
刻上真空場方程式的紀念硬幣。

愛因斯坦場方程（英語：Einstein field equations）是由阿爾伯特·愛因斯坦於1915年在廣義相對論中提出。場方程定義引力為一種幾何效應，而時空的曲率則是取決於物質的能量-動量張量。也就是說，如同牛頓的萬有引力定律中質量作為引力的來源，亦即有質量就可以產生吸引力，但牛頓的萬有引力定律將引力描述成瞬時傳播的力，而愛因斯坦認為並不存在所謂的“引力”，他從諧和座標的弱場近似得出弱力場的傳递速度為光速，而且場方程只要通過近似手段，如弱場、靜態、空間緩變，就能推出牛頓近似。
愛因斯坦重力場方程是用來計算動量與能量所造成的時空曲率，再搭配測地線方程，就可以求出物體在重力場中的運動軌跡。這個想法與電磁學的想法是類似的：當我們知道了空間中的電荷與電流(電磁場的來源)是如何分布的，藉由馬克士威方程組，我們可以計算出電場與磁場，再藉由勞倫茲力方程，即可求出帶電粒子在電磁場中的軌跡。
僅在一些簡化的假設下，例如：假設時空是球對稱，此方程組才具有精確解。這些精確解常常被用來模擬許多宇宙中的重力現象，像是黑洞、宇宙加速膨脹、重力波。如著名的史瓦西解。

## 數學形式

### 愛因斯坦重力場方程式
{\displaystyle G_{\mu \nu }=R_{\mu \nu }-{\frac {1}{2}}g_{\mu \nu }R={8\pi G \over c^{4}}T_{\mu \nu }}
其中
- {\displaystyle G_{\mu \nu }\,}稱為愛因斯坦張量，
- {\displaystyle R_{\mu \nu }\,}是從黎曼張量縮併而成的里奇張量，代表曲率項；
- {\displaystyle R\,}是從里奇張量縮併而成的純量曲率(或曲率標量)；
- {\displaystyle g_{\mu \nu }\,}是從(3+1)維時空的度規張量；
- {\displaystyle T_{\mu \nu }\,}是能量-動量-應力張量，
- {\displaystyle G\,}是牛頓重力常數，
- {\displaystyle c\,}是真空中光速。

愛因斯坦場方程是一組含有若干4階對稱張量的張量方程。每一個張量都有10個獨立的分量。由於4個畢安基恒等式，我們可以將10個愛因斯坦場方程式減少至6個獨立的方程組。這導致了度規張量gμν有4個自由度，與座標選取的4個自由度是對應的。
雖然愛因斯坦場方程一開始是一個應用在四維時空的理論，但是一些理論學家嘗試將它應用在探索n維時空上。真空中的場方程(當方程式右邊的T張量等於零)定義了愛因斯坦流形。
儘管愛因斯坦方程的形式看起來很簡單，實際上他們是一組複雜的二阶非線性微分方程。只要給定一個質量與能量分布，亦即能量-動量張量，愛因斯坦場方程就變成一個度規張量gμν的微分方程。
一般我們藉由定義愛因斯坦張量( 一個對稱的與度規gμν有關的二階張量)
： {\displaystyle G_{\mu \nu }=R_{\mu \nu }-{\tfrac {1}{2}}R\,g_{\mu \nu },}
來將愛因斯坦場方程寫成一個更加簡單的形式：
{\displaystyle G_{\mu \nu }={8\pi G \over c^{4}}T_{\mu \nu }.}。
若使用幾何化單位制或稱自然單位制，則G = c = 1，場方程因此簡化為：
{\displaystyle G_{\mu \nu }=8\pi T_{\mu \nu }\,.}
如果是使用相對論中的幾何化單位制（有理化的幾何化單位制），則場方程為：
{\displaystyle G_{\mu \nu }=2T_{\mu \nu }\,.}

### 等價形式
經愛因斯坦方程組兩邊同乘以gμν：
{\displaystyle R-{\frac {D}{2}}R+D\Lambda ={8\pi G \over c^{4}}T\,}
其中D是時空維度。
兩邊再同除以{\displaystyle {\frac {D}{2}}-1}：
{\displaystyle -R+{\frac {D\Lambda }{({\tfrac {D}{2}}-1)}}={8\pi G \over c^{4}}{\frac {T}{{\tfrac {D}{2}}-1}}\,.}
兩邊再同乘−1/2gμν：
{\displaystyle R_{\mu \nu }-{\frac {\Lambda g_{\mu \nu }}{{\tfrac {D}{2}}-1}}={8\pi G \over c^{4}}\left(T_{\mu \nu }-{1 \over {D-2}}T\,g_{\mu \nu }\right).\,}
一般情況下，D=4：
{\displaystyle R_{\mu \nu }-\Lambda g_{\mu \nu }={8\pi G \over c^{4}}\left(T_{\mu \nu }-{\tfrac {1}{2}}T\,g_{\mu \nu }\right).\,}

## 愛因斯坦場方程式的性質

### 能量與動量守恆
場方程式的一個重要結果是遵守局域的（local）能量與動量守恆，透過應力-能量張量（代表能量密度、動量密度以及應力）可寫出：
{\displaystyle \nabla _{\nu }T^{\mu \nu }=T^{\mu \nu }{}_{;\nu }=0}
場方程式左邊（彎曲幾何部份）因為和場方程式右邊（物質狀態部份）僅成比例關係，物質狀態部份所遵守的守恆律因而要求彎曲幾何部份也有相似的數學結果。透過微分比安基恒等式，以描述時空曲率的里奇張量{\displaystyle R^{\mu \nu }\,}（以及張量縮併後的里奇純量{\displaystyle R\equiv R_{\mu }^{\mu }\,}）之代數關係所設計出來的愛因斯坦張量{\displaystyle G^{\mu \nu }\equiv R^{\mu \nu }-{1 \over 2}g^{\mu \nu }R}可以滿足這項要求：
{\displaystyle \nabla _{\nu }G^{\mu \nu }=G^{\mu \nu }{}_{;\nu }=0}

### 場方程式為非線性的
愛因斯坦場方程式的非線性特質使得廣義相對論與其他物理學理論迥異。舉例來說，電磁學的麦克斯韦方程組跟電場、磁場以及電荷、電流的分佈是呈線性關係（亦即兩個解的線性疊加仍然是一個解）。另個例子是量子力學中的薛定谔方程，對於機率波函數也是線性的。

### 對應原理
透過弱場近似以及慢速近似，可以從愛因斯坦場方程式退化為牛頓重力定律。事實上，場方程式中的比例常數是經過這兩個近似，以跟牛頓重力理論做連結後所得出。

## 添加宇宙常數項
愛因斯坦為了使宇宙能呈現為靜態宇宙（不動態變化的宇宙，既不膨脹也不收縮），在後來又嘗試加入了一個常數{\displaystyle \Lambda \,}相關的項{\displaystyle \Lambda g_{\mu \nu }\,}於場方程式中，使得場方程式形式變為：
{\displaystyle R_{\mu \nu }-{\frac {1}{2}}Rg_{\mu \nu }+\Lambda g_{\mu \nu }=\kappa T_{\mu \nu }}
可以注意到{\displaystyle \Lambda g_{\mu \nu }\,}這一項正比於度規張量，而維持住守恆律：
{\displaystyle \nabla _{\nu }(\Lambda g_{\mu \nu })=\Lambda \nabla _{\nu }(g_{\mu \nu })=0}
此一常數{\displaystyle \Lambda }被稱為宇宙常數。
這個嘗試後來因為兩個原因而顯得不正確且多此一舉：
1. 此一理論所描述的靜態宇宙是不穩定的。
2. 十年後，由愛德溫·哈伯對於遠處星系所作觀測的結果證實我們的宇宙正在膨脹，而非靜態。

因此，{\displaystyle \Lambda }項在之後被捨棄掉，且愛因斯坦稱之為「一生中最大的錯誤」("biggest blunder [he] ever made")。之後許多年，學界普遍設宇宙常數為0。
儘管最初愛因斯坦引入宇宙常數項的動機有誤，將這樣的項放入場方程式中並不會導致任何的不一致性。事實上，近年來天文學研究技術上的進步發現，要是存在不為零的{\displaystyle \Lambda }確實可以解釋一些觀測結果。
愛因斯坦當初將宇宙常數視為一個獨立參數，不過宇宙常數項可以透過代數運算移動到場方程式的另一邊，而將這一項寫成應力-能量張量的一部分：
{\displaystyle R_{\mu \nu }-{\frac {1}{2}}g_{\mu \nu }R={8\pi G \over c^{4}}\left(T_{\mu \nu }-{\frac {c^{4}\Lambda g_{\mu \nu }}{8\pi G}}\right)}
剛才提到的項即可定義為：
{\displaystyle T_{\mu \nu }^{\mathrm {(vac)} }\equiv -{\frac {c^{4}\Lambda g_{\mu \nu }}{8\pi G}}}
而另外又可以定義常數
{\displaystyle \rho _{\mathrm {vac} }\equiv {\frac {c^{2}\Lambda }{8\pi G}}}
為「真空能量」密度。宇宙常數的存在等同於非零真空能量的存在；這些名詞前在廣義相對論中常交替使用。也就是說可以將{\displaystyle T_{\mu \nu }^{\mathrm {(vac)} }\equiv -{\frac {c^{4}\Lambda g_{\mu \nu }}{8\pi G}}}看成和{\displaystyle T_{\mu \nu }\,}是一樣類型的量，只是{\displaystyle T_{\mu \nu }\,}的來源是物質與輻射，而{\displaystyle -{\frac {c^{4}\Lambda g_{\mu \nu }}{8\pi G}}}的來源則是真空能量。物質、輻射與真空能量三者在物理宇宙學中扮演要角。

## 真空場方程式

### 宇宙常數為零
若能量-動量張量{\displaystyle T_{\mu \nu }}在所關注的區域中為零，則場方程式被稱作真空場方程式。在完整的場方程式中設定{\displaystyle T_{\mu \nu }=0}，則真空場方程式可寫為：
{\displaystyle R_{\mu \nu }={1 \over 2}g_{\mu \nu }R\ }
對此式做張量縮併，亦即使指標μ跟ν相同：
{\displaystyle R\equiv R_{\mu }^{\mu }=g^{\mu \nu }R_{\mu \nu }=g^{\mu \nu }{1 \over 2}g_{\mu \nu }R}
由於{\displaystyle g^{\mu \nu }g_{\mu \nu }=\delta _{\mu }^{\mu }}，整理可得：
{\displaystyle R=\delta _{\mu }^{\mu }{1 \over 2}R}
而克羅內克爾δ在四維空間（時空）下取跡數為4，所以式子可寫作：
{\displaystyle R=4\cdot {1 \over 2}R=2R}
是故{\displaystyle R=0\,}。
因此可以得到此一更常見、等價的跡數反轉（trace-reversed）式：
{\displaystyle R_{\mu \nu }=0\ }

### 宇宙常數不為零
若宇宙常數不為零，則方程式為
{\displaystyle R_{\mu \nu }={1 \over 2}g_{\mu \nu }R-\Lambda g_{\mu \nu },\ }
若同上面宇宙常數為零的例子，其跡數反轉（trace-reversed）形式為
{\displaystyle R_{\mu \nu }=\Lambda g_{\mu \nu }\ }
真空場方程式的解顧名思義稱作真空解。平直閔可夫斯基時空是最簡單的真空解範例。不尋常的真空解範例包括了史瓦西解與克爾解。
附帶一提的是：微分幾何中，里奇張量為零（即：{\displaystyle R_{\mu \nu }=0}）的流形稱作里奇平坦流形，另外里奇張量與度規成比例關係的流形，稱為愛因斯坦流形（Einstein manifold）。

## 愛因斯坦-麦克斯韦方程
如果方程組右邊的能量-動量張量等於電磁學中的能量-動量張量，也就是
{\displaystyle T^{\alpha \beta }=\,-{\frac {1}{\mu _{0}}}\left(F^{\alpha }{}^{\psi }F_{\psi }{}^{\beta }+{1 \over 4}g^{\alpha \beta }F_{\psi \tau }F^{\psi \tau }\right)}
則此方程組稱為「 愛因斯坦-麦克斯韦方程」：
{\displaystyle R^{\alpha \beta }-{1 \over 2}Rg^{\alpha \beta }+\Lambda g^{\alpha \beta }={\frac {8\pi G}{c^{4}\mu _{0}}}\left(F^{\alpha }{}^{\psi }F_{\psi }{}^{\beta }+{1 \over 4}g^{\alpha \beta }F_{\psi \tau }F^{\psi \tau }\right).}
其中{\displaystyle F_{\alpha \beta }}稱為電磁張量，定義如下：
{\displaystyle F_{\alpha \beta }=A_{\alpha ;\beta }-A_{\beta ;\alpha }=A_{\alpha ,\beta }-A_{\beta ,\alpha }\!}
其中{\displaystyle A_{\alpha }}是4-向量勢，分號代表協變微分，逗號代表偏微分。